# Alla vill till himmelen men ingen vill dö (sång)
Alla vill till himmelen men ingen vill dö är en sång skriven av Timbuktu och inspelad av honom på albumet med samma namn 2005. Låten vann även Rockbjörnen för "årets svenska låt".
Wizex sjöng låten i Dansbandskampen 2010, och de sjöng också in den på Dansbandskampens samlingsalbum 2010. Låten framfördes av Laleh i Så mycket bättre. Mimikry spelade tillsammans med Martin Westerstrand in en cover av låten 2017.
En humoristisk version i Framåt fredag hette "Ingen vill till Mellerud, alla kör förbi".
Låten ska ej förväxlas med "Alla vill till himlen" av Joakim Thåström eller "Alla vill till himlen (men ingen vill ju dö)" av Ewa Roos.

## Listplacering

### Timbuktus version
| Lista (2004–2005) | Topplacering |
| ----------------- | ------------ |
| Sverige           | 6            |

### Lalehs version
| Lista (2011–2012) | Topplacering |
| ----------------- | ------------ |
| Sverige           | 6            |

## Stämning av Sverigedemokraterna i Stockholms stad
2018 använde Sverigedemokraterna i Stockholms stad frasen "alla vill till himlen, men ingen vill dö i vårdkön" på valaffischer. Partiet anmäldes av Jason Diakité som menade att partiet gjort intrång i upphovsrätten till hans låt. Patent- och marknadsdomstolen dömde till Sverigedemokraternas fördel och kommenterade att "Domstolen har ansett att den låttitel och det textavsnitt från samma låt som målet rörde inte är tillräckligt originella för att vara upphovsrättsligt skyddade". Diakité och Universal music publishing ålades att ersätta SD Stockholms stad för dess rättegångskostnader.